# Maurice Dekobra
Maurice Dekobra, pseudonimo di Ernest-Maurice Tissier  (Parigi, 26 maggio 1885 – Parigi, 1º giugno 1973), è stato uno scrittore francese.

## Carriera
La sua narrativa, d'ispirazione esotica ed erotica, conobbe largo successo tra le due guerre: La gondola delle chimere (La gondole aux chimères, 1926), La sfinge ha parlato (Le sphinx a parlé, 1930), Tigri profumate (Tigres parfumés, 1930), e soprattutto due libri: La Madonne des Sleepings e Macao l'enfer du jeu. Fu lo scrittore più venduto negli anni venti/quaranta (più di 95 milioni di libri!), tradotto in 77 lingue. Si deve a lui l'invenzione dello stile cosmopolite, che ha dato nascita a una parte della letteratura moderna.
Nel 1951, con il romanzo Opération Magali, vinse il Prix du Quai des Orfèvres.

## Opere
(Vedi note a piè pagina)
- Les Mémoires de Rat-de-Cave ou Du Cambriolage considéré comme un des beaux-arts, Éditions Aubert, 1912
- Grain d'Cachou, la Renaissance du livre, 1918
- Sammy, volontaire américain, l'Edition française illustrée, 1918
- Le Gentleman burlesque, l'Edition française illustrée, 1919
- Hamydal le Philosophe, Renaissance du livre, 1921
- Prince ou Pitre, Ferenzi, 1921
- Les Liaisons tranquilles, La Renaissance du Livre, 1920
- Histoires de brigands, Moderne, s.d.
- Une momie a été perdue..., Kemplen, s.d.
- Le Voyage sentimental de lord Littlebird (avec René Caire), Ambert, s.d.
- L'Homme qu'elles aimaient trop Valmont, s. d.
- Les Sept femmes du prince Hassan Valmont, s. d.
- La Biche aux yeux cernés Editions cosmopolites, s. d.
- Messieurs les Tommies la Renaissance du livre, s. d.
- Minuit... Place Pigalle, Librairie Baudinière 1923 Avec 12 Hors-Textes de Jean Oberle.
- Mon cœur au ralenti, Librairie Baudinière 1924
- La Vénus à roulettes, La Nouvelle Revue Critique 1925
- La Madone des sleepings, Librairie Baudinière 1925
- La Gondole aux chimères, Librairie Baudinière 1926
- Les Nuits de Walpurgis, Librairie Baudinière, 1926
- Tu seras courtisane, Librairie Baudinière 1927
- Flammes de velours, Librairie Baudinière, 1927
- Le Rire dans la steppe, (avec Don Aminado) Librairie Baudinière, 1927
- Le rire dans le soleil, (avec Vittorio Guerriero) Librairie Baudinière, 1927
- Le Rire dans le brouillard, E. Flammarion, 1927
- Sérénade au bourreau, Librairie Baudinière, 1928
- Luxures, Éditions du Loup, 1928
- Prince ou Pitre (nouvelle édition), Librairie Baudinière, 1929
- Les Tigres parfumés. Aventures au pays des maharajahs,Éditions de France, 1929
- Le Sphinx a parlé, Librairie Baudinière, 1930
- Aux cent mille sourires, Librairie Baudinière, 1931
- Fusillé à l'aube, Librairie Baudinière, 1931
- L'Archange aux pieds fourchus, Librairie Baudinière, 1931
- Pourquoi mourir ?, Librairie Baudinière, 1931
- A Paris tous les deux
- Histoires de brigands, Moderne, 1931
- La Volupté éclairant le monde, Librairie Baudinière, 1932
- Adaptation de la Forêt qui pleure, roman policier de Wadworth Camp, Éditions de France, 1932
- Adaptation de Monsieur Lamber sera tué le..., roman policier de Isabelle Ostrander, Éditions de France, 1932
- Samuraï, huit cylindres
- Mimi Broudway Extr. de Paris-soir, 7 juin-2 juillet 1932
- Le geste de Phryne Éditions Cosmopolites, 1933
- Rue des bouches peintes, Librairie Baudinière, 1933
- La Mort aux yeux d'émeraude, Extr. du Miroir du Monde, 8 et 15 avril 1933
- Confucius en pull-over, Librairie Baudinière, 1934
- Madame Joli-Supplice, Librairie Baudinière, 1935
- Le Fou De Bassan, suivi de La Rose qui saigne, Librairie Baudinière, 1937
- Le Sabbat des caresses ou les plaisirs de la nuit, Librairie Baudinière, 1935
- Macao, enfer du jeu, Librairie Baudinière, 1938
- Poker d'Âmes ou le voyage sentimental d'une Américaine au pays de tendre, Librairie Baudinière, 1939
- Émigrés de luxe, Brentano's, New-York, 1941
- Le Roman d'un lâche, Brentano's, New-York, 1942
- La Perruche Bleue Journal d'une courtisane sous la terreur nazie, Brentano's, New York, 1945
- Hamydal le Philosophe, Librairie Baudinière, 1947
- La Madone à Hollywood, Librairie Baudinière, 1946
- La Prison des Rêves, Librairie Baudinière, 1947
- Lune De Miel à Shanghaï, Librairie Baudinière, 1947
- Satan refuse du monde, Éditions SFELT, 1947
- Grain d'Cachou, Librairie Baudinière, 1947
- La Bacchanale inachevée, les Éditions de Pari, 1947
- Sept ans chez les hommes libres. (Journal d'une Français aux Etats-Unis, 1938-1946)
- Le Carnaval des Spectres, SFELT, 1947
- Don Juan frappe à la porte, Éditions de la Couronne, 1948
- La Pagode des amours mortes, d'après J. L. Miln, S.E.P.E., 1948
- Les Vestales du veau d'or, Librairie Baudinière, 1948
- La Haine aux gants de velours, 1948
- Et Ève gifla Adam... ou les aventures d'une Yankee à Montparnasse, Librairie Baudinière, 1949
- Salutations distinguées, Librairie Baudinière, 1949
- La Pavane des poisons, Librairie Baudinière, 1950
- Sous le signe du cobra, Librairie la Baudinière, 1951
- Cafard mauve, Journal intime d'une femme de 49 ans, Editions Baudinière, 1951
- Opération Magali, Prix du Quai des Orfèvres, Hachette "L'Énigme", 1951
- Mes Tours du monde, Librairie Baudinière, 1952
- Le Bateau des mille caresses, J. d'Halluin, 1955
- Monsieur Lambers mourra ce soir, Le Masque, 1956
- L'Armée rouge est à New Yor (la guerre future ?), les Éditions du Scorpion, 1954
- Minuit, l'heure galante, les Éditions du Scorpion, 1956
- La Veuve aux gants roses, les Éditions du Scorpion, 1956
- Le Bourreau n'attend jamais, A. Martel, 1957
- Férocement vôtre, les Éditions du Scorpion, 1956
- Un soir sur le Danube, le roman d'un traître, Tallandier, 1957
- Vamp ou vestale, N.E.T.O., 1957
- Son altesse mon amant, Éditions Valmont et du Scorpion, 1958
- Le Lis dans la tempête, le roman d'une reine de beauté, Éditions Valmont, 1959
- Casanova à Manhattan, Valmont, 1960
- Le Pacha de Brooklyn, Éditions Valmont, 1960
- La Trahison du colonel Redko, Éditions du Scorpion, 1960
- L'Homme qui mourut deux fois (les vestales du veau d'or), Éditions Karolus, 1960
- Secrets de sleeping recueillis par René Delpêche, présentés par Maurice Dekobra, Éditions Karolus, 1960
- Bouddha le Terrible, le Livre artistique, 1961
- Dalila, sirène du désert , le Livre artistique, 1961
- La Vénus aux yeux d'or, Éditions Karolus, 1962
- L'Amazone de Pretoria : un épisode de la guerre du Transvaal, (avec Anne-Mariel), Presses de la Cité, 1963
- Anicia, l'espionne de Moukden, (avec Anne-Mariel), Presses de la Cité, 1964
- Le Vengeur de Mayerling, un complot contre François-Joseph, Presses de la Cité, 1965
- Véronica, qui êtes-vous ?, (avec Anne-Mariel), Presses de la Cité, 1965
- L'Espion qui faisait rire, Presses de la Cité, 1966
- Anicia et le sultan rouge, (avec Anne-Mariel), Presses de la Cité, 1966
- Anicia et le tigre royal, (avec Anne-Mariel), Presses de la Cité, 1967
- Fascinante Véronica, (avec Anne-Mariel), Presses de la Cité, 1968
- Le Salon de Madame Ublo, la ménagerie des gens de lettres, A. Michel, 1969
- Les Turquoises meurent aussi, Presses de la Cité, 1969
- Rendez-vous chez Maxim's, Presses de la Cité, 1970
- Un Banco de deux milliards, Presses de la Cité, 1971
- Éperdument à toi, Éditions France-Empire, 1972
- La Madone des Boeings, Presses de la Cité, 1972

## Edizioni italiane
(Vedi note a piè pagina)
- Topo di cantina : memorie di uno scassinatore emerito (Les Mémoires de Rat-de-Cave), Sonzogno, 1926
- Mick la monella), Cosmopolita Edit. Tip., c.1923
- Il mio cuore a "basso regime" (Mon cœur au ralenti), Libreria Cosmopolita, c1924
- La madonnina degli sleepings (La Madone des sleepings), Libreria Cosmopolita, 1925
- Mezzanotte... piazza Pigalle (Minuit... Place Pigalle), Libreria Cosmopolita Edit. Tip., c1925
- La Venere a roulettes (La Vénus à roulettes), Libr. E Tip. Cosmopolita, 1925
- La gondola delle chimere (La Gondole aux chimères), Libreria Cosmopolita, c1926
- Hamydal il filosofo (Hamydal le Philosophe), Libreria Cosmopolita, c1926
- Gli amanti sereni (Les Liaisons tranquilles), Libreria Cosmopolita, s.d
- La principessa, Libr. Cosmopolita, [1927]
- La donna senza amante, Libr. Cosmopolita Edit. Tip., 1921
- Fiamme di velluto (Flammes de velours), A. Mondadori, 1928
- La scomparsa di Lord Seymour, Libr. Cosmopolita Edit. Tip., 1928
- Serenata al carnefice (Sérénade au bourreau), Libreria Cosmopolita, c1928
- Shimmy dei fantocci, Ediz. Corbaccio, 1928
- La foresta che piange (la Forêt qui pleure), Libreria Cosmopolita, [1929?]
- Il principe, Corbaccio, 1929
- Il signor Lambers sarà ucciso il...(Monsieur Lamber sera tué le...), Edizioni Madella e C., 1929
- All'ombra della pagoda (La Pagode des amours mortes) (con Ming), Libr. Cosmopolita Edit. Tip., [1930]
- Sammy, soldato americano (Sammy, volontaire américain), Cosmopolita Edit. Tip., [1930]
- La sfinge ha parlato (Le Sphinx a parlé), Hodierna, 1930
- Le tigri profumate : avventure nel paese dei Maraja (Les Tigres parfumés), Corbaccio, 1930
- Cortigiana (Tu seras courtisane(?)), Le Grandi Firme, [1931]
- Il gesto di Frine : Amori esotici (Le geste de Phryne), Libreria Edit. Monanni, 1932
- Amidal il filosofo (Hamydal le Philosophe), Novissima, 1932
- Gli amanti tranquilli (Les Liaisons tranquilles), Novissima Editrice, 1932
- La donna senza amante, Edit. Novissima, 1932
- Gran-di-pepe : romanzo di una cocottina di Montmartre (Grain d'Cachou (?)), S.e.l.p., 1932
- La madonnina degli sleepings (La Madone des sleepings), Novissima Edit., 1932
- Il mio cuore a basso regime (Mon cœur au ralenti), Novissima editrice, 1932
- Serenata al carnefice (Sérénade au bourreau), Edit. Novissima, 1932
- La Venere a rotelle (La Vénus à roulettes), Edit. Novissima, [1932]
- Mezzanotte... piazza Pigalle (Minuit... Place Pigalle), Novissima Editrice, s.d
- Redenta e innamorata : diario di un miliardario americano , Rizzoli e C. Edit. Tip., 1932
- Storie di briganti (Histoires de brigands), S.e.l.p., 1932
- La voluttà sul mondo (La Volupté éclairant le monde), Libreria Edit. Monanni, 1932
- La gondola delle chimere (La Gondole aux chimères), Novissima Edit., 1933
- Mimi Broadway : Storia di una ragazza americana (Mimi Broudway), Milano: Monanni, 1933
- Perché morire? (Pourquoi mourir ?), Milano: Monanni, 1933
- La voluttà sul mondo (La Volupté éclairant le monde), Bietti, 1933
- L'imperatrice della notte (Les Nuits de Walpurgis (?)), Bietti, 1934
- La principessa, Ofiria, 1934
- La madonnina degli sleepings (La Madone des sleepings), Ofiria, 1935
- Fiamme di velluto (Flammes de velours), A. Mondadori, 1935
- l viaggio sentimentale di Lord Littlebird (Le Voyage sentimental de lord Littlebird), Fiorini, 1945
- Luna di miele a Shanghai (Lune De Miel à Shanghaï), Ed. Reanda, 1947
- Il gesto di Frine : Amori esotici (Le geste de Phryne), Ed. Bertieri, 1948
- Le tigri profumate (Les Tigres parfumés), Dall'Oglio, 1950
- La Venere dagli occhi d'oro (La Vénus aux yeux d'or), Sonzogno, 1962
- Il diario di un vigliacco (Le roman d'un lache), Sonzogno, 1963
- Le tigri profumate (Les Tigres parfumés), Dall'Oglio, 1964
- La madonnina degli sleepings (La Madone des sleepings), Excelsior 1881, 2009
- Macao : l'inferno del gioco (Macao, enfer du jeu), Excelsior 1881, 2012